# Municipio de Wellington (Ohio)
El municipio de Wellington (en inglés: Wellington Township) es un municipio ubicado en el condado de Lorain en el estado estadounidense de Ohio. En el año 2010 tenía una población de 6222 habitantes y una densidad poblacional de 106,59 personas por km².

## Geografía
El municipio de Wellington se encuentra ubicado en las coordenadas 41°10′10″N 82°13′7″O / 41.16944, -82.21861. Según la Oficina del Censo de los Estados Unidos, el municipio tiene una superficie total de 58.37 km², de la cual 57.35 km² corresponden a tierra firme y (1.76%) 1.03 km² es agua.

## Demografía
Según el censo de 2010, había 6222 personas residiendo en el municipio de Wellington. La densidad de población era de 106,59 hab./km². De los 6222 habitantes, el municipio de Wellington estaba compuesto por el 96.11% blancos, el 1.11% eran afroamericanos, el 0.23% eran amerindios, el 0.43% eran asiáticos, el 0.05% eran isleños del Pacífico, el 0.48% eran de otras razas y el 1.59% pertenecían a dos o más razas. Del total de la población el 1.78% eran hispanos o latinos de cualquier raza.